# Kanton El Triunfo
Der Kanton El Triunfo befindet sich in der Provinz Guayas im zentralen Westen von Ecuador. Er besitzt eine Fläche von 565 km². Im Jahr 2020 lag die Einwohnerzahl schätzungsweise bei 59.640. Verwaltungssitz des Kantons ist die Stadt El Triunfo mit 34.863 Einwohnern (Stand 2010). In dem Gebiet werden hauptsächlich Bananen und Reis angebaut.

## Geschichte
Ursprünglich hieß der Ort Boca de los Sapos. Angeblich sagte José María Velasco Ibarra 1960 im Präsidentschaftswahlkampf, dass wenn er siegen sollte, dieser Ort in seinen heutigen Namen umbenannt werden sollte. Der spanische Name el triunfo bedeutet „der Triumph“. El Triunfo war seit dem 8. April 1969 eine Parroquia rural des Kantons San Jacinto de Yaguachi. Am 25. August 1983 wurde El Triunfo ein eigenständiger Kanton. Im Jahr 2017 wurde das 170 km² große zwischen den Provinzen Guayas und Cañar umstrittene Gebiet (Zona no delimitada) El Piedrero dem Kanton El Triunfo zugeschlagen. Die Kantonsfläche vergrößerte sich dadurch auf 565 km². Beim Zensus 2010 besaß das Gebiet El Piedrero 6324 Einwohner.

## Lage
Der Kanton El Triunfo liegt im Küstentiefland nordöstlich des Golfs von Guayaquil. Im Nordosten reicht der Kanton bis zu einem über 1200 m hohen Ausläufer der Anden. Im Südosten befindet sich das vorandine Hügelland von El Piedrero. Der Río Bulubulu, der Hauptquellfluss des Río Taura, bildet abschnittsweise die südliche Kantonsgrenze. Anschließend passiert er den Hauptort El Triunfo und durchquert den Westen des Kantons in westnordwestlicher Richtung. Der Río La Isla begrenzt den Kanton im Nordwesten. Der Río Culebras, ein weiterer Zufluss des Río Taura, verläuft entlang der südwestlichen Kantonsgrenze in westlicher Richtung. El Triunfo befindet sich 58 km ostsüdöstlich der Provinzhauptstadt Guayaquil. Die Fernstraße E40 (Durán–Azogues) führt durch den Kanton und am Hauptort El Triunfo vorbei.
Der Kanton El Triunfo grenzt im Osten an den Kanton Cañar der gleichnamigen Provinz, im Süden an den Kanton La Troncal (ebenfalls Provinz Cañar) und an den Kanton Naranjal, im Westen an den Kanton San Jacinto de Yaguachi sowie im Norden an die Kantone Coronel Marcelino Maridueña und Cumandá (Provinz Chimborazo).

## Verwaltungsgliederung
Der Kanton El Triunfo wird von der gleichnamigen Parroquia urbana („städtisches Kirchspiel“) gebildet.